# Град Ужице
Град Ужице (на сръбски: Град Ужице) е административно-териториална единица, по статут приравнена на община, част от Златиборски окръг, Сърбия. Административен център на общината е град Ужице.

## География
Заема площ от 666,7 км2. Граничи на север с общините Баина Баща и Косерич, на изток – с община Пожега, на юг – с общините Чаетина и Ариле, на запад – с Босна и Херцеговина.
Общината се намира в историко-географската област Стари Влах.

## Население
Населението на общината възлиза на 83 022 жители (2002).
Етнически състав:
- сърби – 81 375 жители (98,02%)
- черногорци – 278 жители (0,33%)
- югославяни – 149 жители (0,18%)
- други – 135 жители (0,16%)
- недекларирали – 1085 жители (1,31%)

## Населени места
- Биоска
- Белотичи
- Буар
- Витаси
- Волуяц
- Врутци
- Горяни
- Гостиница
- Губин дол
- Добродо
- Дрежник
- Дриетан
- Дубоко
- Збойщица
- Злакуса
- Каменица
- Каран
- Качер
- Кесеровина
- Котроман
- Кървавци
- Кремна
- Кършане
- Леличи
- Любане
- Мокра гора
- Никоевичи
- Паняк
- Пеар
- Пониковица
- Поточане
- Потпече
- Равни
- Радуша
- Рибашевина
- Севойно
- Скържути
- Стапари
- Стърмац
- Търнава
- Ужице